# Сомерсет, Мэри
Мэри Сомерсет, урождённая Кейпелл, в замужестве Сеймур, герцогиня Бофорт (англ. Mary Somerset; 16 декабря 1630, Хэдэм Парва, Хартфордшир — 7 января 1715, Челси — английский ботаник и садовод. Собрала большую коллекцию экзотических видов из разных стран.

## Биография
Мэри Кейпелл родилась около 16 декабря 1630 года (дата её крещения) в хартфордширской деревне Хэдэм Парва. Она была старшей дочерью Артура Капеля, 1-го барона Капеля, и Элизабет Моррисон.
В 1648 году Мэри вышла замуж за Генри Сеймура, лорда Бошана. В браке родилось двое детей, однако в 1654 году Генри Сеймура не стало. В 1657 году Мэри вышла замуж повторно, за Генри Сомерсета, будущего 1-го герцога Бофорта. У них было девять детей: пятеро сыновей и четыре дочери. Около 1660 года Сомерсет унаследовал фамильное поместье Бадминтон. В поместье Мэри начала заниматься садоводством и к 1678 году создала несколько теплиц с экзотическими растениями. С 1699 года в поместье стал бывать ботаник Уильям Шерард, нанятый в качестве учителя для внука Мэри. За время своего пребывания в Бадминтоне он пополнил коллекцию Мэри 1500 новыми видами, считая Бадминтон идеальным местом для культивирования экзотических видов, ранее неизвестных в Британии. После смерти мужа в 1700 году Мэри полностью посвятила себя садоводству, выписывая растения из разных стран, включая Китай, Японию, Индию, Шри-Ланку, Южную Африку и Вест-Индию.
Уникальная коллекция привлекала внимание многих ведущих ботаников того времени, и они поддерживали переписку с Мэри, помогая ей в идентификации видов. С конца XVII века герцогиня вела подробный алфавитный каталог растений, где приводились также сведения об их распространении и условиях выращивания. Главным её наследием стал двенадцатитомный альбом-гербарий с засушенными образцами растений, который Мэри Сомерсет завещала натуралисту Генри Слоану и который затем был передан в лондонский Музей естествознания. Кроме того, герцогиня поручила художникам Эверхарду Кику и Дэниэлу Фрэнкому зарисовать наиболее интересные растения из её коллекции, и эти рисунки вошли затем в двухтомный «Florilegium».
Мэри Сомерсет умерла 7 января 1715 года в имении Бофорт-Хаус в Челси. В её честь назван род растений Beaufortia.